# Campbell Terrace
Die Campbell Terrace ist ein im Mittel 1050 m hoch gelegenes Plateau im ostantarktischen Viktorialand. Dieses ebene und eisfreie Gebiet liegt auf der Südseite des Matterhorns in der Asgard Range. Begrenzt wird die Hochebene von den unteren Abschnitten des Matterhorn-Gletschers und des Lacroix-Gletschers sowie durch die Nordwand des Taylor Valley.
Das New Zealand Geographic Board benannte das Plateau 1998 nach Ian Bruce Campbell (* 1935) vom New Zealand Soil Bureau, dessen wissenschaftliche Arbeiten in Antarktika ab 1964 sich über einen Zeitraum von mehr als 30 Jahren erstrecken.